# روي يانس
روي يانس (بالفرنسية: Roy Jans)‏ (و. 1990  م) هو راكب دراجة هوائية، من بلجيكا، يلعب كعداء دراجات ‏.

## روابط خارجية
- روي يانس على موقع الاتحاد الدولي للدراجات (الإنجليزية)
- روي يانس على موقع أرشيف الدراجات (الإنجليزية)
- روي يانس على موقع إحصائيات الدراجات الإحترافية (الإنجليزية)
- روي يانس على موقع نسبة الدراجات (الإنجليزية)